# Seleção da Islândia de Hóquei no Gelo Feminino
A Seleção da Islândia de Hóquei no Gelo Feminino representa a Islândia nas competições oficiais da FIHG.